# Tic toc
Tic toc è un film del 2023 diretto da Davide Scovazzo. 
Il film, con Éva Henger e Maurizio Mattioli, vede il debutto come attore di commedie di Fausto Leali. Le musiche sono di Umberto Smaila e la fotografia di Roberto Girometti.

## Trama
Una banda decide di rapire Éva Henger che dovrebbe inaugurare un locale, per chiedere un riscatto. Éva però si accorge di essere positiva al COVID-19 e lo comunica al manager; si decide quindi di sostituirla con tre influencer di calibro inferiore a quello di Éva. La banda decide di portare ugualmente a compimento il piano, innescando una serie di avvenimenti fino al tragicomico finale.

## Produzione
Il film è stato girato nel 2022 a Terni; sono stati utilizzati anche gli Umbria Studios - Cinecittà.
Il film è stato prodotto da Massimiliano Caroletti e Giuseppe Lisco; il primo ne è anche produttore esecutivo.
Si tratta di un lungometraggio di 90 minuti che ha avuto un budget di €600.000.
Tic toc è un film in cui si è voluto far incontrare vari mondi: quello della comicità italiana, quello social, degli influencer, dei tiktoker e dei cosplayer.
Si tratta del primo film in cui Éva Henger è sul set con entrambe le figlie: Jennifer Caroletti e Mercédesz Henger.

## Colonna sonora
Le musiche sono curate da Umberto Smaila.
Fabio De Vincente ha contribuito alla colonna sonora del film con il brano Amare per sempre, partecipando anche con un cameo.

## Distribuzione
Il trailer viene pubblicato il 9 aprile 2023. Il film viene presentato al "Napoli Cinema Festival" il 26 maggio.
Dall'8 giugno 2023 il film viene distribuito nelle sale cinematografiche.
Nel mese di luglio il film viene proiettato durante l'"Ischia Global Fest", mentre nel mese di agosto viene presentato durante l'"Ariano International Film Festival" (AIFF).
Dal 3 settembre 2023 il film è disponibile su Prime Video.

## Riconoscimenti
Il 26 maggio 2023, durante il "Napoli Cinema Festival" vengono assegnati il premio produzione a Massimiliano Caroletti e Giuseppe Lisco, il premio alla carriera ad Éva Henger, premio che riceve anche Sergio Vastano; viene premiata anche Donatella Pompadour.
Nel mese di agosto durante l'"Ariano International Film Festival" (AIFF) vengono premiati con l'"Hirpus d'oro speciale" Éva Henger e Massimiliano Caroletti, oltre al film stesso.
Éva Henger, Massimiliano Caroletti e Jennifer Caroletti ricevono con il "Premio speciale - Il salotto delle celebrità - Venezia 2023" per il film.